# Statuia „Prometeu” din București

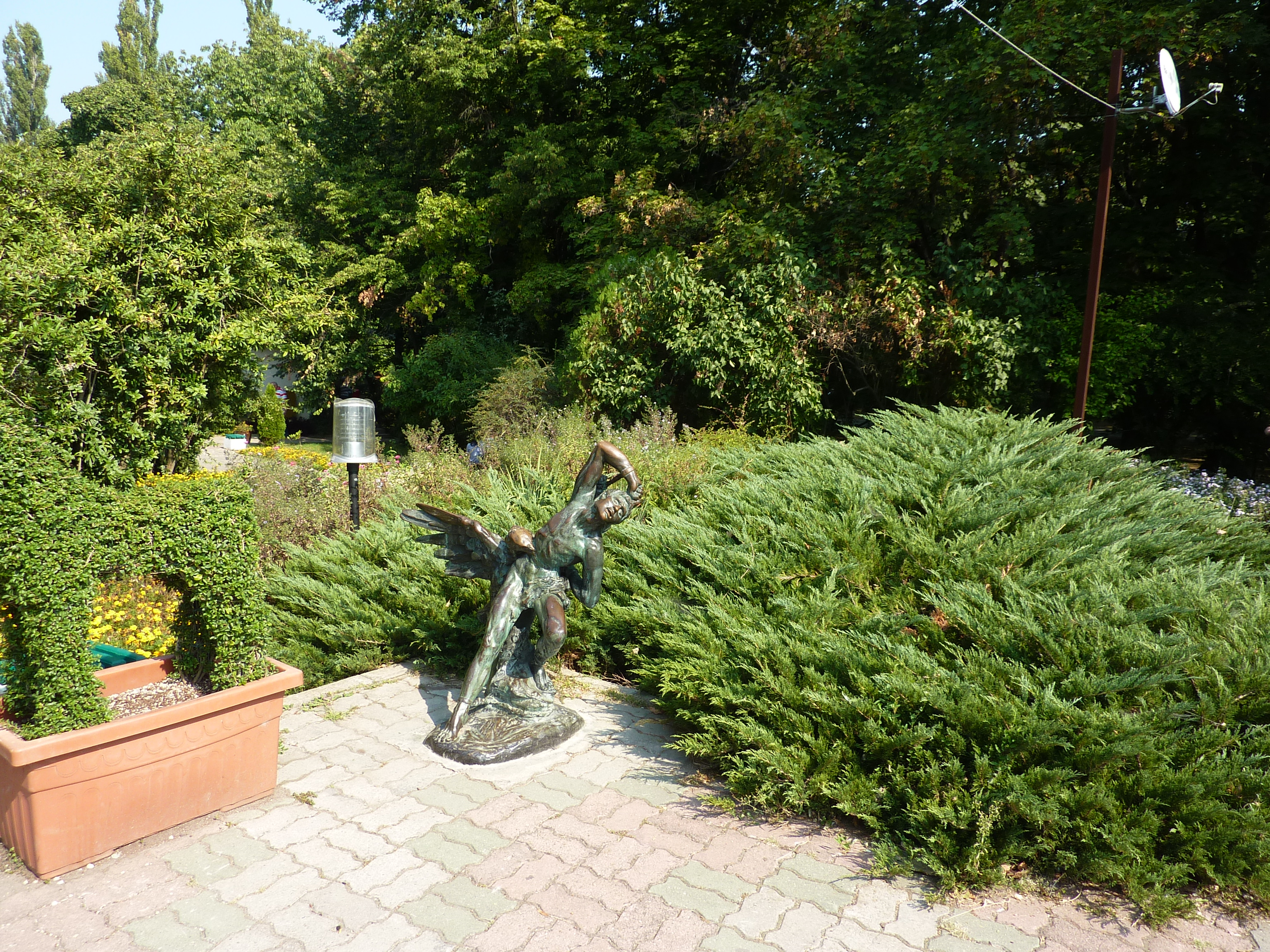
Statuia „Prometeu” din Herăstrău

Statuia „Prometeu” din București este opera sculptorului belgian Joseph-Marie-Thomas Lambeaux. Monumentul a fost dezvelit în anul 1960 și a fost reamplasat în anul 2001.
Statuia din bronz este așezată pe o platformă pavată.
Prometeu este titanul mitologic ce s-a răzvrătit împotriva lui Zeus furând „lumina strălucitoare a neostoitului foc” din Olimp pentru a-l dărui oamenilor. Este pedepsit de zei, fiind legat de o stâncă iar un vultur uriaș îi mănâncă zilnic ficatul ce se regenerează în permanență pentru amplificarea supliciului. Eschil conclude într-o frază simplă măreția legendară a eroului nostru: „Prometeu a fost pedepsit de zei pentru că a iubit prea mult oamenii”.
Joseph-Marie-Thomas Lambeaux (1852-1908) este unul din liderii școlii belgiene de sculptură din secolul al XIX-lea. A studiat la Academia din Antwerp unde a fost elevul maestrului Joseph Geefs (1808-1885). Au urmat călătorii în Franța și Italia, care i-au adus consacrarea definitivă. Este apreciat drept unul dintre exponenții cei mai de seamă ai realismului belgian. 
Lucrarea este înscrisă în Lista monumentelor istorice 2010 - Municipiul București - la nr. crt. 2301, cod LMI B-III-m-B-19985.
Monumentul este amplasat în Parcul Herăstrău, sector 1.